# До свидания… (сингл)
«До свидания…» — макси-сингл Земфиры, записанный в составе её группы «Zемфира» и выпущенный 25 августа 2000 года. В него вошли две новые песни — «Брызги» и «До свидания…», ремиксы на песни «Созрела», «Румба», «Рассветы» и «Ариведерчи», а также кавер-версия песни Виктора Цоя «Кукушка», записанная для трибьют-альбома «КИНОпробы. Tribute Виктор Цой».

## О сингле
Алексей Мажаев из Intermedia писал: «представленный на сингле КПД Земфиры Рамазановой впечатляет: два хита из двух возможных. „Брызги“, впрочем, звучат на концертах с января и запоминаются в основном припевом. А вот „До свидания…“ с подпевками в духе 60-х — новый маленький шедевр Земфиры, светлая песня, способная вытеснить „П.М.М.Л.“ и „Доказано“ из очереди в радиоротацию».

## Список композиций
Слова и музыка всех песен — Земфиры Рамазановой, кроме №6 — слова Виктора Цоя.
| №                   | Название                | Длительность |
| ------------------- | ----------------------- | ------------ |
| 1.                  | «Брызги»                | 3:43         |
| 2.                  | «Созрела (mix.ua)»      | 3:43         |
| 3.                  | «Румба (sky-mix)»       | 5:11         |
| 4.                  | «Рассветы (native.mix)» | 5:38         |
| 5.                  | «Ариведерчи (fuzz.mix)» | 5:21         |
| 6.                  | «Кукушка»               | 5:14         |
| 7.                  | «До свидания...»        | 3:43         |
| Общая длительность: | Общая длительность:     | 32:33        |

## Участники записи
- музыка, лирика: Земфира Рамазанова, Виктор Цой (трек 6)
- музыканты: Вадим Соловьев, Сергей Миролюбов, Ринат Ахмадиев, Земфира Рамазанова, Михаил Алексеев, Игорь Мельничук, Алик Фантаев, Владимир Михальченко, Сергей Товстолужский, Евген Ступка
- ремиксы: Егор Олесов
- продюсирование: Евгений Ступка
- запись, сведение, мастеринг: Виталий Телезин, Сергей Товстолужский, Евген Ступка

## Награды и номинации
| Год  | Награда | Номинированная работа | Категория                | Результат |
| ---- | ------- | --------------------- | ------------------------ | --------- |
| 2001 | Рекордъ | «До свидания…»        | Сингл года               | Номинация |
| 2001 | Рекордъ | «До свидания…»        | Российский радиохит года | Номинация |